# Замок Саранта Колонес
Замок Саранта Колонес (греч.  Κάστρο Σαράντα Κολώνες — Замок Сорока колонн) — византийская крепость, основанная в VII веке для защиты города и гавани Пафоса от арабских набегов и существенно перестроенная крестоносцами в 1200 году. После разрушения в результате землетрясения 1222 года замок больше не восстанавливался, в настоящее время его развалины входят в состав Археологического парка Пафоса.

## История

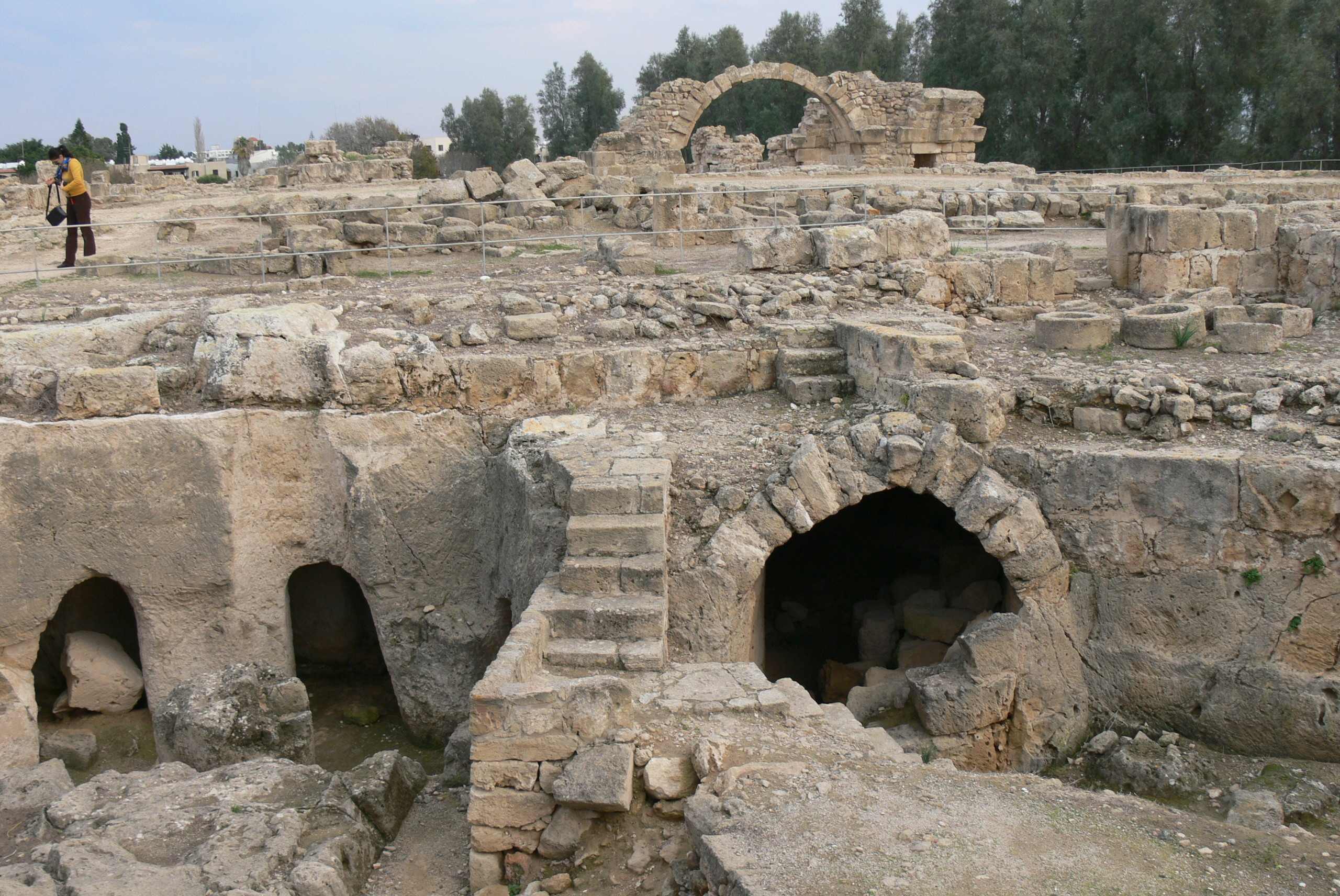
Руины замка.

Название замка связано с множеством гранитных колонн, преобладавших в его внешнем облике. Обломки этих колонн до сих пор в большом количестве находятся среди развалин этой крепости.
Крепость, вероятнее всего, была возведена византийцами в первой половине VII века в целях защиты города и гавани от надвигавшейся арабской угрозы. Поскольку обороной острова в то время руководил брат императора Ираклия I (610—641) Феодор, можно предположить, что строительство замка проходило под его непосредственным руководством. Вместе с двумя портовыми башнями и окружавшей город стеной замок стал основным элементом системы оборонительных сооружений Пафоса.
Несмотря на видимую неприступность, крепость была взята и разрушена арабами в период их второго нашествия на Кипр в 653—654 годах. Спустя несколько лет замок был отстроен заново, однако в 688 году, в соответствии с арабо-византийским соглашением о создании «Кипрского кондоминиума» (совместного управления островом), крепость была демилитаризирована, то есть фактически демонтирована.
В 965 году крепость была вновь полностью восстановлена и в 1191 году перешла под контроль Ричарда Львиное Сердце. В 1200 году новые хозяева замка, возможно, рыцари ордена госпитальеров (или Лузиньяны) существенно перестроили и укрепили замок, однако уже в 1222 году он был полностью разрушен мощным землетрясением.
После полного разрушения замка крестоносцы, госпитальеры или короли Лузиньяны, не стали восстанавливать Саранта Колонес. Вместо этого была возведена новая цитадель в западной части гавани, сохранившаяся в перестроенном виде до наших дней под названием Пафосский замок.

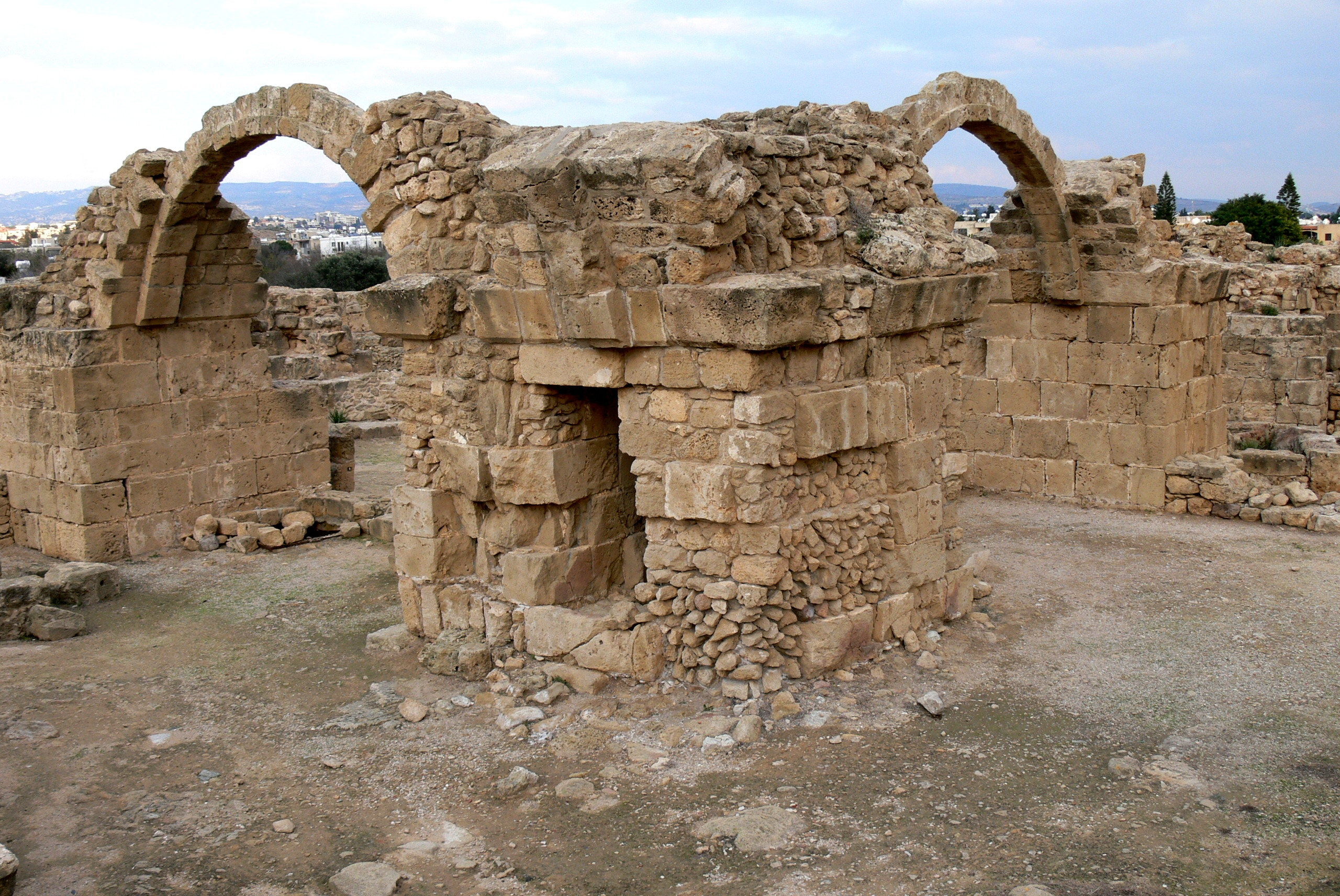
Руины замка.

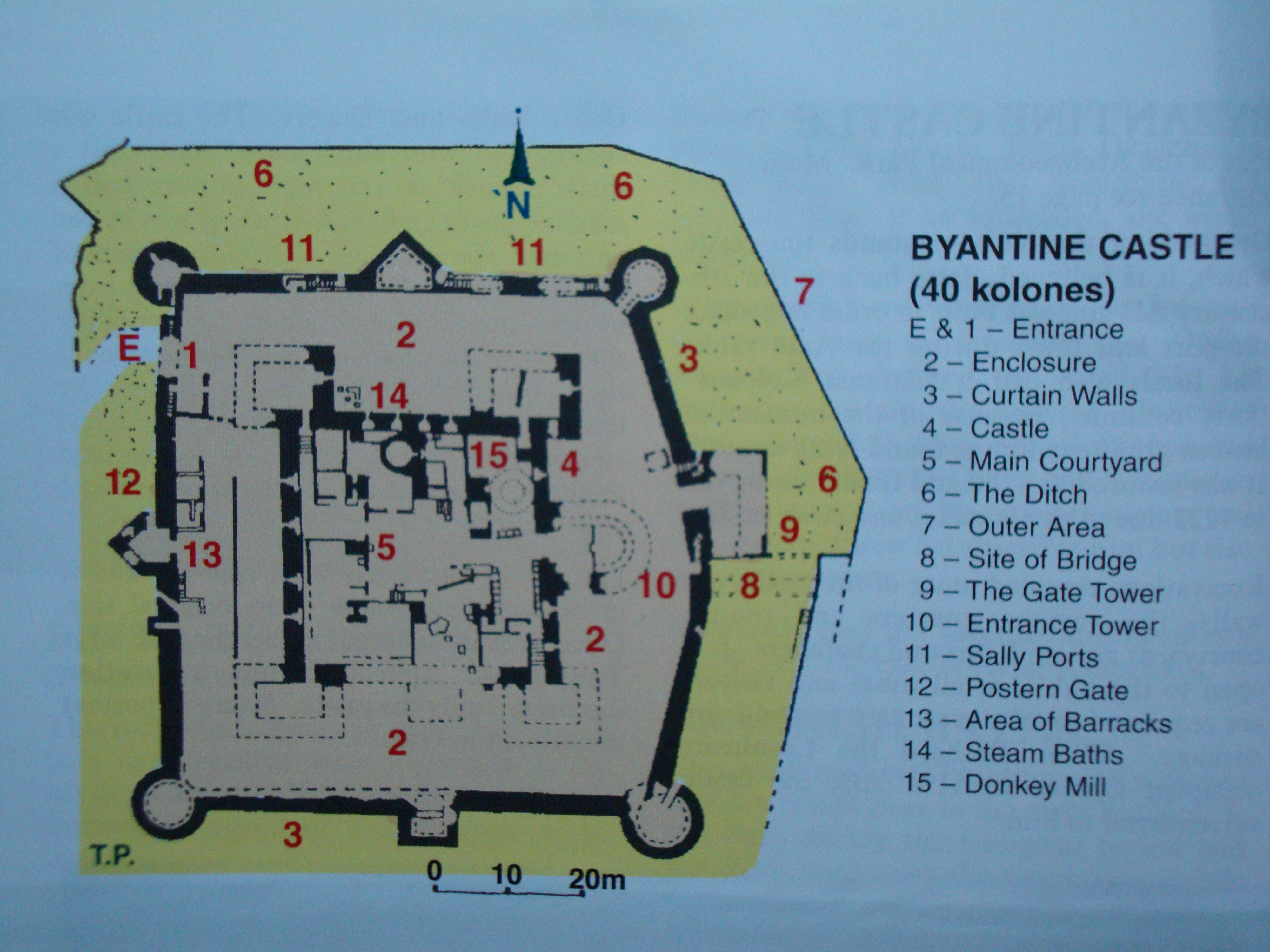
План замка.

## Описание
По своему типу это сооружение в своём окончательном виде относилось к двойным крепостям. Общая площадь замка была примерно 600 квадратных метров (что приблизительно соответствовало размеру внутреннего замка крепости Бельвуар).
Внешний замок состоял из крепостных стен в три метра толщиной с четырьмя массивными круглыми башнями по углам. В центре каждой куртины было ещё по треугольной полубашне. Вокруг замка был глубокий ров, через который с западной стороны был перекинут деревянный мост. Квадратная внутренняя цитадель размером 35х35 метров включала в себя четыре прямоугольные башни в каждом углу и одну полукруглую сторожку. Таким образом всего в замке было восемь башен. 
Главные крепостные ворота располагались с восточной стороны и имели форму подковы. Во внутреннем замке располагались многочисленные военные и хозяйственные строения, в том числе казармы, пекарня, кузница, мельница для сахарного тростника, баня, конюшни, мраморные бассейны и многое другое. На верхнем этаже внутреннего замка находилась, помимо оборонительных сооружений, часовня. На нижнем и на верхнем этажах находилось несколько туалетов, соединённых с канализационной системой.